# We Charge Genocide
 (février 2025).
La mise en forme du texte ne suit pas les recommandations de Wikipédia : il faut le « wikifier ».
Les points d'amélioration suivants sont les cas les plus fréquents. Le détail des points à revoir est peut-être précisé sur la page de discussion.
- Les titres sont pré-formatés par le logiciel. Ils ne sont ni en capitales, ni en gras.
- Le texte ne doit pas être écrit en capitales (les noms de famille non plus), ni en gras, ni en italique, ni en « petit »…
- Le gras n'est utilisé que pour surligner le titre de l'article dans l'introduction, une seule fois.
- L'italique est rarement utilisé : mots en langue étrangère, titres d'œuvres, noms de bateaux, etc.
- Les citations ne sont pas en italique mais en corps de texte normal. Elles sont entourées par des guillemets français : « et ».
- Les listes à puces sont à éviter, des paragraphes rédigés étant largement préférés. Les tableaux sont à réserver à la présentation de données structurées (résultats, etc.).
- Les appels de note de bas de page (petits chiffres en exposant, introduits par l'outil «  Source ») sont à placer entre la fin de phrase et le point final[comme ça].
- Les liens internes (vers d'autres articles de Wikipédia) sont à choisir avec parcimonie. Créez des liens vers des articles approfondissant le sujet. Les termes génériques sans rapport avec le sujet sont à éviter, ainsi que les répétitions de liens vers un même terme.
- Les liens externes sont à placer uniquement dans une section « Liens externes », à la fin de l'article. Ces liens sont à choisir avec parcimonie suivant les règles définies. Si un lien sert de source à l'article, son insertion dans le texte est à faire par les notes de bas de page.
- La présentation des références doit suivre les conventions bibliographiques. Il est recommandé d'utiliser les modèles {{Ouvrage}}, {{Chapitre}}, {{Article}}, {{Lien web}} et/ou {{Bibliographie}}. Le mode d'édition visuel peut mettre en forme automatiquement les références.
- Insérer une infobox (cadre d'informations à droite) n'est pas obligatoire pour parachever la mise en page.

Pour une aide détaillée, merci de consulter Aide:Wikification.
Si vous pensez que ces points ont été résolus, vous pouvez retirer ce bandeau et améliorer la mise en forme d'un autre article.
 (janvier 2025).

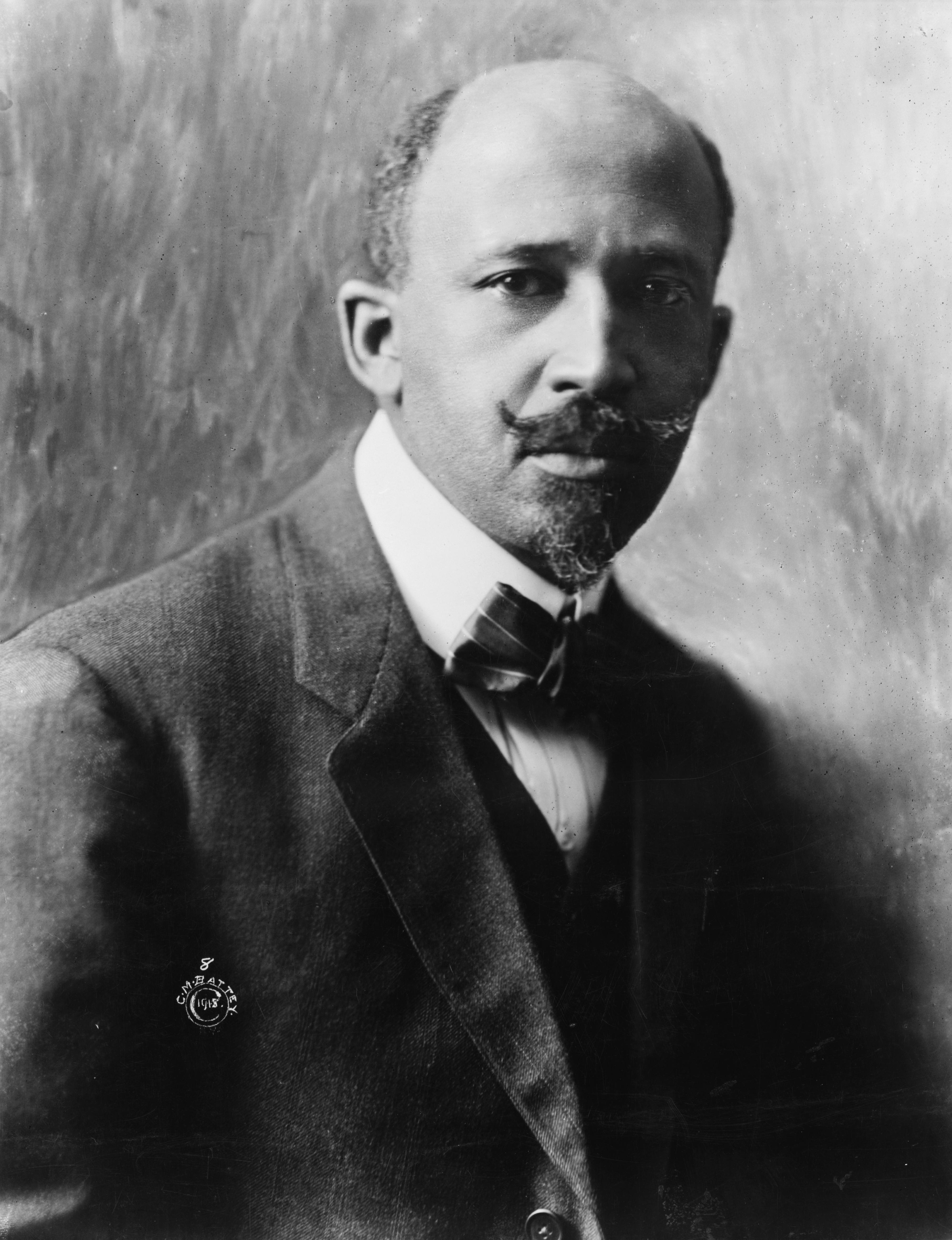
W. E. B. Du Bois était l'un des signataires du document We Charge Genocide.

We Charge Genocide est un document accusant le gouvernement des États-Unis de génocide sur la base de la Convention des Nations Unies sur le génocide. Ce document a été rédigé par le Congrès des droits civiques (CRC) et présenté aux Nations Unies lors de réunions à Paris en décembre 1951.
Le document souligne que la Convention des Nations Unies pour la prévention et la répression du génocide définit le génocide comme tout acte commis avec « l'intention de détruire » un groupe, « en tout ou en partie ». Pour étayer son argumentation en faveur du génocide des Noirs, le document cite de nombreux cas de lynchage aux États-Unis, ainsi que des discriminations juridiques, la privation des droits des Noirs dans le Sud, une série d’ incidents de brutalité policière et des inégalités systématiques en matière de santé et de qualité de vie. L’argument central : le gouvernement américain est à la fois complice et responsable d’une situation génocidaire basée sur la définition du génocide donnée par l’ONU.
Le document a reçu l'attention des médias internationaux et s'est intégré aux antagonismes politiques de la guerre froide, car le Congrès des droits civiques était soutenu par le Parti communiste américain. Les nombreux exemples de conditions de vie choquantes pour les Afro-Américains issus du document ont façonné les perceptions du monde entier sur les États-Unis. Le gouvernement et la presse des États-Unis ont accusé le Congrès des droits civiques d’exagérer les inégalités raciales afin de faire avancer la cause du communisme  Le Département d'État américain a forcé le secrétaire du Congrès des droits civiques, William L. Patterson, à rendre son passeport après avoir présenté la pétition lors d'une réunion de l'ONU à Paris.

## Contexte
Peu de temps après sa création en 1945, l’Organisation des Nations unies a commencé à recevoir des demandes d’assistance de la part de peuples du monde entier. Ils proviennent des peuples autochtones des colonies européennes d’Afrique et d’Asie, mais aussi des Afro-Américains. Le premier groupe à adresser une pétition à l’ONU concernant les Afro-Américains fut le National Negro Congress (NNC), qui en 1946 a remis une déclaration sur la discrimination raciale au Secrétaire général. L’appel suivant, lancé par l'Association nationale pour l’avancement des gens de couleur (NAACP) en 1947, faisait plus de 100 pages. W. E. B. Du Bois le présenta à l'ONU le 23 octobre 1947, malgré les objections d'Eleanor Roosevelt, veuve du défunt président et déléguée américaine à l'ONU. Du Bois, frustré par l'opposition du Département d'État aux pétitions, critiqua le président de la NAACP, Walter White, pour avoir accepté un poste de consultant auprès de la délégation américaine ; White a à son tour poussé Du Bois hors de la NAACP. Les pétitions ont été saluées par la presse internationale et par la presse noire aux États-Unis. Les principaux médias américains se sont toutefois montrés ambivalents, voire hostiles. Certains ont admis qu'il y avait une part de vérité dans ces pétitions, mais ont suggéré que le « rapporter » à l'ONU aiderait la cause du communisme. L'Union soviétique a cité ces documents comme preuve des mauvaises conditions de vie aux États-Unis. Le Congrès des droits civiques (CRC), successeur du groupe International Labor Defense et affilié au parti communiste, avait commencé à gagner du terrain au niveau national en défendant les Noirs condamnés à mort, comme Rosa Lee Ingram et les Trenton Six . Le Congrès national noir a uni ses forces à celles du Congrès des droits civiques en 1947.

## Contenu
La pétition cite la définition du génocide donnée par l'ONU : « Toute intention de détruire, en tout ou en partie, un groupe national, racial ou religieux est un génocide. » Elle conclut que « les citoyens noirs opprimés des États-Unis, ségrégués, discriminés et longtemps la cible de la violence, souffrent d'un génocide en raison des politiques cohérentes, conscientes et unifiées de chaque branche du gouvernement. Si l'Assemblée générale agit en tant que conscience de l'humanité et donne donc suite favorablement à notre pétition, elle aura servi la cause de la paix. » La Congrès des droits civiques a souligné que tenter de détruire un groupe « en partie » faisait partie de la définition et a soutenu que le traitement des Afro-Américains pouvait être qualifié de génocide.
Pour preuve, la pétition de 237 pages aborde la question du racisme aux États-Unis sous différents angles. Il énumère des centaines d'exécutions injustifiées et de lynchages, fait référence à au moins 10 000 cas non documentés et accuse également les États du Sud des États-Unis de s'être engagés dans une conspiration contre la capacité des Afro-Américains à voter par le biais de taxes électorales et de tests d'alphabétisation. Outre la discrimination légale, la pétition évoque des inégalités économiques systématiques et des différences de qualité de vie.
En fin de compte, la pétition tient le gouvernement américain responsable de génocide, en approuvant à la fois le racisme et le « capitalisme monopoliste » — sans lesquels « la commission persistante, constante, généralisée et institutionnalisée du crime de génocide serait impossible ». Cherchant à démontrer l'urgence du problème et à inviter à des comparaisons explicites entre le génocide américain et le génocide nazi, le document se concentre sur les incidents survenus après 1945 : « Le CRC ne s'est concentré que sur les incidents de violence collective et de terreur policière depuis 1945 ; c'est-à-dire depuis que l'Amérique s'est proclamée leader du « monde libre ». L'accusation de génocide, au lendemain de l'Holocauste, était dévastatrice ; elle était plus déchirante sous les projecteurs de la guerre de Corée et des platitudes américaines sur la démocratie. Et tout le monde le savait. » Le Congrès des droits civiques a soigneusement obtenu les sources et les critiques du document ont reconnu que les faits étaient exacts. Après qu'il est devenu clair que le Congrès des droits civiques avait, en fait, méticuleusement vérifié chaque incident, Walter White essaya une autre tactique. « Les faits sont vrais », a-t-il déploré, mais « comme tous les actes d'accusation rédigés par un procureur », We Charge Genocide est unilatéral... » Le Congrès des droits civiques a cherché à démontrer que l'oppression systématique des Afro-Américains équivalait à un génocide parce qu'elle reflétait une suprématie blanche violente au cœur de la culture américaine.

## Présentation aux Nations Unies
Le 17 décembre 1951, la pétition fut présentée aux Nations Unies par deux moyens différents : Paul Robeson, chanteur de concert et militant, accompagné de personnes ayant signé la pétition, remit le document à un fonctionnaire de l'ONU à New York, tandis que William L. Patterson, directeur exécutif du Congrès des droits civiques, livra des copies de la pétition à une délégation de l'ONU à Paris. W. E. B. Du Bois, qui devait également remettre la pétition à Paris, avait été classé par le Département d'État américain comme un « agent étranger non enregistré » et avait été dissuadé de se déplacer. Du Bois avait déjà mené une coûteuse bataille juridique contre le ministère de la Justice.
Les 125 exemplaires envoyés par Patterson à Paris n'arrivèrent jamais, possiblement interceptés par le gouvernement américain. Mais il distribua d'autres exemplaires, qu'il fit expédier séparément dans de petits colis aux domiciles des particuliers.
Le document a été signé par de nombreux militants de premier plan et des familles de Noirs qui souffrirent du système dénoncé dans le document, notamment :
- W. E. B. Du Bois, sociologue, historien et militant panafricaniste afro-américain
- George W. Crockett, Jr., avocat et homme politique afro-américain
- Benjamin J. Davis, Jr., avocat afro-américain et conseiller municipal communiste de New York
- Ferdinand Smith, militant communiste et cofondateur du National Maritime Union
- Oakley C. Johnson, militant communiste
- Aubrey Grossman, avocat spécialisé en droit du travail et des droits civiques
- Claudia Jones, militante communiste et nationaliste noire
- Rosalie McGee, la veuve de Willie McGee, qui fut exécuté en 1951 après avoir été condamné de manière controversée pour viol par un jury entièrement blanc
- Josephine Grayson, la veuve de Francis Grayson, l'un des « Sept de Martinsville », exécutés en Virginie en 1951 après un procès très médiatisé et une condamnation par un jury entièrement blanc
- Amy et Doris Mallard, famille de Robert Mallard, lynchées en 1948 pour avoir voté
- Paul Washington, vétéran condamné à mort en Louisiane
- Wesley R. Wells, prisonnier en Californie menacé d'exécution pour avoir jeté un crachoir sur un gardien
- Horace Wilson, James Thorpe, Collis English et Ralph Cooper, quatre des Six de Trenton
- Leon Josephson, avocat communiste emprisonné pour outrage au Comité des activités anti-américaines de la Chambre des représentants (HUAC)

Patterson déclara qu'il avait été ignoré par l'ambassadeur américain Ralph Bunche et le délégué Channing Tobias, mais qu'Edith Sampson accepterait de lui parler.
Patterson reçut l'ordre de rendre son passeport à l'ambassade des États-Unis en France. Lorsqu'il refusa, les agents américains déclarèrent qu'ils le saisiraient dans sa chambre d'hôtel. Patterson s'enfuit à Budapest, où, par l'intermédiaire du journal Szabad Nép, il accusa le gouvernement américain de tenter d'étouffer les accusations. Le gouvernement américain ordonna la détention de Patterson lors de son passage en Grande-Bretagne et saisit son passeport à son retour aux États-Unis. Comme Paul Robeson n'avait pas pu obtenir de passeport du tout, les difficultés rencontrées par ces deux hommes pour voyager conduisirent certains à accuser le gouvernement des États-Unis de censure.

## Accueil
We charge genocide fut ignoré par une grande partie de la presse américaine grand public. Une exception, le Chicago Tribune, le qualifia de « mensonges honteux » (et de preuve contre la valeur de la Convention sur le génocide elle-même). Isador Feinstein Stone fut le seul journaliste blanc américain à écrire en faveur du document. Le CRC avait des affiliations communistes et le document attira l'attention internationale à travers le mouvement communiste mondial. Raphael Lemkin, qui inventa le terme « génocide » et plaida en faveur de la Convention sur le génocide, était en désaccord avec la pétition parce que la population afro-américaine augmentait en taille. Il a accusé ses auteurs de vouloir détourner l'attention du prétendu « génocide » en Union soviétique, qui a fait des millions de morts, en raison de leurs sympathies communistes. Lemkin a accusé Patterson et Robeson de servir des puissances étrangères. Il a publié un éditorial dans le New York Times affirmant que les Afro-Américains n'ont pas subi la « destruction, la mort, l'annihilation » qui qualifieraient leur traitement de génocide.
La pétition fut particulièrement bien accueillie en Europe, où elle bénéficia d’une abondante couverture médiatique. We Charge Genocide était populaire presque partout dans le monde, sauf aux États-Unis. Un écrivain américain voyageant en Inde en 1952 constata que de nombreuses personnes avaient pris connaissance des cas des Sept de Martinsville et de Willie McGee grâce à ce document.
La délégation américaine a vivement critiqué le document. Eleanor Roosevelt le qualifia de « ridicule ». Les délégués noirs Edith Sampson et Channing Tobias insistèrent auprès du public européen de l'amélioration de la situation des Afro-Américains.
À la demande du Département d'État, la NAACP rédigea un communiqué de presse rejetant We Charge Genocide, le qualifiant de « conspiration grossière et subversive ». Cependant, après avoir entendu les premiers rapports de presse sur la pétition et la réponse attendue de la NAACP, Walter White décida de ne pas publier le communiqué. Lui et le conseil d’administration décidèrent que la pétition reflétait de nombreuses opinions de la NAACP. Par exemple, l’organisation publiait depuis longtemps le nombre de Noirs qui avaient été lynchés. « Comment pouvons-nous « faire exploser » un livre qui utilise nos disques comme source ? », a demandé Roy Wilkins.
Le pouvoir du Congrès des droits civiques était déjà en déclin en raison des accusations de communisme pendant la Peur rouge, et il fut dissous en 1956.
Les Nations Unies n’ont pas accusé réception de la pétition dans un contexte de forte influence américaine.

## Héritage
Ce document a été crédité d'avoir popularisé le terme « génocide » parmi les Noirs pour leur traitement aux États-Unis. Après un regain d'intérêt suscité par Malcolm X et le Black Panther Party, We Charge Genocide a été réédité en 1970 par International Publishers . Les allégations de génocide ont été renouvelées en relation avec les effets disproportionnés du crack et du VIH/SIDA dans les communautés noires aux États-Unis. Le National Black United Front déposa une pétition auprès des Nations Unies en 1996-1997, citant directement We Charge Genocide et utilisant le même slogan.

La pétition commence ainsi : 

« Déclaration de génocide par le gouvernement américain contre la population noire aux États-Unis.
Considérant que nous, soussignés, personnes d'origine africaine, comprenons que la prolifération de la distribution et de la vente de crack... a atteint des proportions épidémiques, causant de graves dommages à la communauté africaine aux États-Unis. Par conséquent, nous comprenons que ces dommages ne peuvent être décrits que comme des actes de génocide commis par le gouvernement des États-Unis par l'intermédiaire de sa CIA.
En plus des actes de génocide perpétrés par l'intermédiaire de la CIA et dans cette récente révélation, les actes de génocide peuvent également être attribués à l'utilisation par le gouvernement des ressources des contribuables pour faire la guerre à une partie de la population américaine. Ceci est démontré par les éléments suivants : (1) réduction de l'aide sociale ; (2) privatisation des logements sociaux et des programmes d'accaparement des terres ; (3) privatisation de l'éducation publique ; (4) politiques d'immigration racistes ; (5) la privatisation des soins de santé de base ; (6) la construction de prisons et l’incarcération croissante de millions de jeunes africains et latinos. »

Le taux élevé d’ incarcération des minorités est un autre phénomène américain parfois associé au concept de « génocide ». L’application disproportionnée de la peine de mort aux Noirs reconnus coupables du même crime que les Blancs a également été citée, comme ce fut le cas dans la période 1946-1951 par le CRC. Les Nations Unies, les anthropologues et les médias de masse n’ont généralement pas appliqué le terme après 1945 aux affaires intérieures des États occidentaux.
La pétition a également représenté l'une des premières utilisations médiatisées du concept moderne de « racisme », formulé en relation avec l'idéologie eugénique des Nazis.
We Charge Genocide a été utilisé comme exemple de la manière dont la Convention sur le génocide pourrait être utilisée contre les États-Unis. La Convention est ainsi restée impopulaire auprès du gouvernement des États-Unis et n’a été ratifiée qu’en 1986.
Lors de l'examen des États-Unis par le Comité de la Convention des Nations Unies contre la torture en novembre 2014, un groupe de huit jeunes militants de Chicago, dans l'Illinois (Breanna Champion, Page May, Monica Trinidad, Ethan Viets-Van Lear, Asha Rosa, Ric Wilson, Todd St. Hill et Malcolm London) ont soumis un rapport parallèle intitulé We Charge Genocide. Leur rapport aborde la brutalité policière envers les Noirs à Chicago, le manque de responsabilité de la police et l'utilisation abusive des pistolets paralysants par le département de police de Chicago.